# Dina Bousselham
Dina Bousselham (Tànger, 1990) és una politòloga marroquina resident a Espanya, militant de Podem.
Nascuda el 1990 a Tànger, va estudiar a l'Institut «Severo Ochoa» de la ciutat marroquina. El 2008, amb 18 anys, es va traslladar a estudiar a Madrid. Llicenciada en Ciències Polítiques a la Universidad Complutense de Madrid, amb un Erasmus a la Nova Sorbona, va estudiar posteriorment un màster a l'Institut d'Alts Estudis d'Amèrica Llatina de París. També practicant del futbol, va jugar amb el C.F. Pozuelo i amb el Santa María Caridad. Va ser assessora del Partit de la Autenticitat i Modernitat (PAM) marroquí durant la preparació del seu primer congrés.
Militant en Podem des de la seva fundació, va treballar com a assistent de l'equip de Pablo Iglesias al Parlament Europeu.Durant el període que ella va treballar com a assessora d'Iglesias va patir el robatori del seu telèfon mòbil. La troballa d'un  pendrive  amb una còpia de les dades de la targeta de l'esmentat mòbil al domicili del comissari José Manuel Villarejo, va conduir a l'obertura per part del jutjat d'Instrucció número 6 de la Audiència Nacional d'una peça separada de l'anomenat cas Villarejo per investigar si la sostracció obeïa a una maniobra de l'«organització criminal (dins) del Ministeri de l'Interior» amb l'objectiu de «extorsionar (Pablo Iglesias) i boicotejar» un potencial acord de govern.}} Integrant de la candidatura de Ramón Espinar en les primàries internes de Podem Comunitat de Madrid, va passar a formar part del Consell Ciutadà regional. En 2018 va sol·licitar l'adquisició de la nacionalitat espanyola; la possessió és un requisit necessari per poder presentar-se com a candidata a unes eleccions autonòmiques. Després de la dimissió d'Espinar com a secretari general de Podem Comunitat de Madrid, Bousselham va ser integrant de la gestora designada per la direcció del partit a nivell estatal per portar el dia a dia de l'organització. El 2019, atès que no li va arribar la concessió de la nacionalitat no va poder presentar-se a les llistes.
Al maig de 2020 es va presentar com a directora del nou mitjà La Última Hora!.